# Resident Evil 2 (videohra, 2019)
Resident Evil 2 je survival horor z roku 2019, vyvinutý a vydaný společností Capcom. Jedná se o remake videohry Resident Evil 2 z roku 1998. Remake vyšel v lednu 2019 pro PlayStation 4, Windows, Xbox One a v roce 2022 pro Amazon Luna, PlayStation 5, Xbox Series X/S a Nintendo Switch. Verze pro iOS, iPadOS a macOS byly vydány v prosinci 2024.

## Synopse
Hlavním hrdinou hry je policejní nováček Leon S. Kennedy a vysokoškolská studentka Claire Redfieldová, kteří se společně snaží uniknout z Raccoon City během zombie pandemie.

## Vývoj a vydání
Po vydání remaku prvního Resident Evilu v roce 2002 začala společnost Capcom zvažovat remake i druhého dílu. Producent Shinji Mikami ale nechtěl odklonit vývoj od hry Resident Evil 4 (2005), a tak byl tento plán zcela zrušen.
Společnost Capcom oznámila herní remake až v roce 2015. Na veletrhu E3 2018 zveřejnila první trailer a záběry ze hry. Videohra byla postavena na RE Enginu, který byl použit i pro Resident Evil 7: Biohazard.

## Ohlasy a pokračování
Hra získala dobré recenze za hratelnost a věrnost původní hře. Získala cenu Golden Joystick Award za hru roku a byla nominována na cenu Game Award za nejlepší hru roku. K září 2024 se jí prodalo přes 14,5 milionu kusů, čímž překonala původní Resident Evil 2 a stala se nejprodávanější hrou celé série Resident Evil.
V roce 2020 následoval remake Resident Evil 3 a v roce 2023 i Resident Evil 4.